# 6092 Johnmason
6092 Johnmason (1990 MN) là một tiểu hành tinh vành đai chính được phát hiện ngày 27 tháng 6 năm 1990 bởi E. F. Helin ở Đài thiên văn Palomar.